# 王榆鈞
王榆鈞（1982年—）是臺灣音樂藝術家、音樂創作者、歌手、劇場音樂設計，其創作領域涵蓋劇場、舞蹈、電影配樂、影像、詩歌、展覽與當代藝術等領域。其畢業於國立臺灣藝術大學戲劇學系，並在2013年成立「王榆鈞與時間樂隊」，並創作《頹圮花園》、《原始的嚮往》等作品。

## 個人簡歷
1982年，王榆鈞在高雄出生。王榆鈞原為會計系，後來轉考戲劇系，並於國立臺灣藝術大學戲劇學系畢業。在大學時期，王榆鈞購入一把便宜的吉他彈奏音樂，以排遣學習的苦悶。她喜歡電子音樂、原音樂器，亦能使用合成器作曲。2011年，她藉由雲門舞集的流浪者計劃，前往土耳其學習烏德琴。2013年，她成立「王榆鈞與時間樂隊」，其後以提琴、單簧管、風琴、電吉他、打擊樂器的編制，創作《頹圮花園》、《Sweet 3》等音樂。
同年，王榆鈞還與周書毅合作創作《關於活著的這件事》，並成為周書毅合作的固定班底。2018年，王榆鈞擔任《Break and Break！無用之地》的音樂設計。2020年至2021年，北師美術館邀請王榆鈞為「不朽的青春——臺灣美術再發現」參展畫作設計音樂、錄製語音導覽，並發行同名的展覽音樂專輯。其中她以策展研究團隊研究成果改編而成的語音導覽腳本為基礎，發展出31首不同的音樂作品。2021年，她擔任《阿忠與我》的音樂設計。
2022年，王榆鈞還與服裝設計師李柏辰、編舞家田孝慈共同推出《與清醒夢》，並在畫廊展出展出個人創作《Saudade》（薩烏達德）。2023年，王榆鈞獲得綠島人權藝術季邀請舉辦聲音工作坊，並為藝術季駐地創作新曲《行方不明》、《暗光前行曲》。其與臺東縣立綠島國民中學師生合作舉辦「綠島居民聲音工作坊」，並在白色恐怖綠島紀念園區教唱歌曲。

## 音樂創作

### 音樂作品
- 迷你專輯《凹》[1][3]
- 概念專輯《沙灘上的腳印》[1][3]
- 展覽音樂專輯《不朽的青春》[1][3]
- 雙CD專輯《頹圮花園》（王榆鈞與時間樂隊）[1][3]
- 專輯《原始的嚮往》（王榆鈞與時間樂隊）[1][3]
- 專輯《靜寂寂》

### 配樂作品
- 電影《訪客》[3]
- 電影《野雀之詩》[3]
- 紀錄片《天亮前的戀愛故事》[8]
- 紀錄片《甘露水》[1]
- 虛擬實境《留給未來的殘影》[3]
- 短片《須菩提的眼淚》[3]
- 短片《肇事者逃逸》[3]
- 短片《謎絲》[3]
- 周書毅身體錄像展演《Break and Break！無用之地》[3]
- 吳耿禎《穿牆術》[3]
- 《台語有影─夜盲》

### 得獎紀錄
- 2014年：第5屆金音創作獎最佳民謠專輯獎（《頹圮花園》）[3][8]
- 2019年：第10屆金音創作獎最佳民謠專輯獎（《原始的嚮往》）[3][8]
- 2019年：臺北電影獎最佳配樂入圍（《野雀之詩》電影配樂）[8]
- 2024年：第59屆金鐘獎戲劇配樂獎入圍（《台語有影─夜盲》電影配樂）
- 2025年：第27屆台北電影獎傑出技術入圍（原創電影歌曲〈大風子〉《《大風之島》）

## 外部連結
- （繁體中文） 官方网站
- （繁體中文） 王榆鈞的Facebook專頁
- （繁體中文） 王榆鈞的Instagram帳戶